# Блу Маунтънс (планини, Австралия)
Блу Маунтънс (на английски: Blue Mountains – букв. Сини планини) е планински масив в югоизточната част на Австралия, в щата Нов Южен Уелс, съставна част на Голямата вододелна планина, разположен западно от град Сидни. Площта му е 1436 km², а дължината около 50 km. Представлява силно разчленен от дълбоки (от 300 до 800 m) каньони планински масив с височина до 1360 m, с плоски и заравнени била и стръмни склонове. Дълбоката долина на река Кокс го дели на две части: западна – изградена от варовици, с карстови форми на релефа и източна – изградена от пясъчници. Източните му влажни склонове са покрити с гъсти евкалиптови гори, а долините са обрасли с дървовидни папрати. Западните му, по-сухи склонове са заети от светли евкалиптови гори и савани.

## Галерия
- Скалният феномен „Три сестри“
- Каьон в Блу Маунтънс
- Пейзаж от Блу Маунтънс
- Водопад в Блу Маунтънс